# Brad Newley
Bradley „Brad” Newley (ur. 18 lutego 1985 w Adelaide) – australijski koszykarz, występujący na pozycjach rzucającego obrońcy lub niskiego skrzydłowego, reprezentant kraju, obecnie zawodnik Sydney Kings.
W 2007 i 2009 reprezentował Houston Rockets podczas rozgrywek letniej ligi NBA.

## Osiągnięcia
Stan na 6 lutego 2021, na podstawie, o ile nie zaznaczono inaczej.
Drużynowe
- Wicemistrz:
  - Eurocup (2012, 2015)
  - Litwy (2011)
  - Australii (2020)
- Brąz ligi greckiej (2008)
- Finalista pucharu:
  - Hiszpanii (2016)
  - Litwy (2011)

Indywidualne
- MVP meczu gwiazd NBL (2005)
- Najlepszy rezerwowy NBL (2005)
- Debiutant roku NBL (2005)
- Zaliczony do II składu NBL (2007, 2017)
- Uczestnik meczu gwiazd:
  - australijskiej ligi NBL (2005, 2006)
  - ligi:
    - litewskiej (2011)
    - greckiej (2008)

Reprezentacja
- Mistrz:
  - Azji (2017)
  - Oceanii (2005, 2007, 2011, 2015)
  - Igrzysk Wspólnoty Narodów (2006, 2018)
  - świata U–19 (2003)
- Wicemistrz:
  - Oceanii (2009)
  - turnieju London Invitational Tournament (2011)
- Uczestnik:
  - igrzysk olimpijskich (2008 – 7. miejsce, 2012 – 7. miejsce)
  - mistrzostw świata:
    - 2006 – 13. miejsce, 2010 – 10. miejsce, 2014 – 12. miejsce
    - U–21 (2005 – 4. miejsce)

  - Kontynentalnego Pucharu Mistrzów Stankovicia (2006 – 6. miejsce)